# Памятник Моцарту (Вена)
Памятник Моцарту (нем. Mozart-Denkmal) ― скульптурный монумент, расположенный в Бурггартене во Внутреннем Городе в Вене. Посвящён композитору Вольфгангу Амадею Моцарту (1756—1791).
Статуя высотой 7,5 метра была создана архитектором Карлом Кёнигом (1841—1915) и скульптором Виктором Тильгнером (1844—1896) и установлена на Альбрехтсплац (нынешняя Альбертинаплац) 21 апреля 1896 года, через пять дней после смерти Тильгнера. Подпись скульптора на памятнике была дополнена датой его смерти.

## Описание
Скульптуры памятника сделаны из лаасского мрамора, а ступени ― из тёмного диорита. Главная статуя изображает Моцарта с пюпитром. Основание монумента украшено орнаментами и окружено полукруглой балюстрадой, выполненной из необработанного мрамора из Штерцинга. Путти в нижней части памятника, олицетворяющие силу музыки Моцарта, стилистически напоминают ар-нуво.
Рельеф на лицевой стороне монумента изображает две сцены из оперы Моцарта «Дон Жуан». Рельеф на оборотной стороне, созданный по мотиву картины Луи Кармонтеля, изображает шестилетнего Моцарта, музицирующего со своим отцом Леопольдом и сестрой Наннерль.

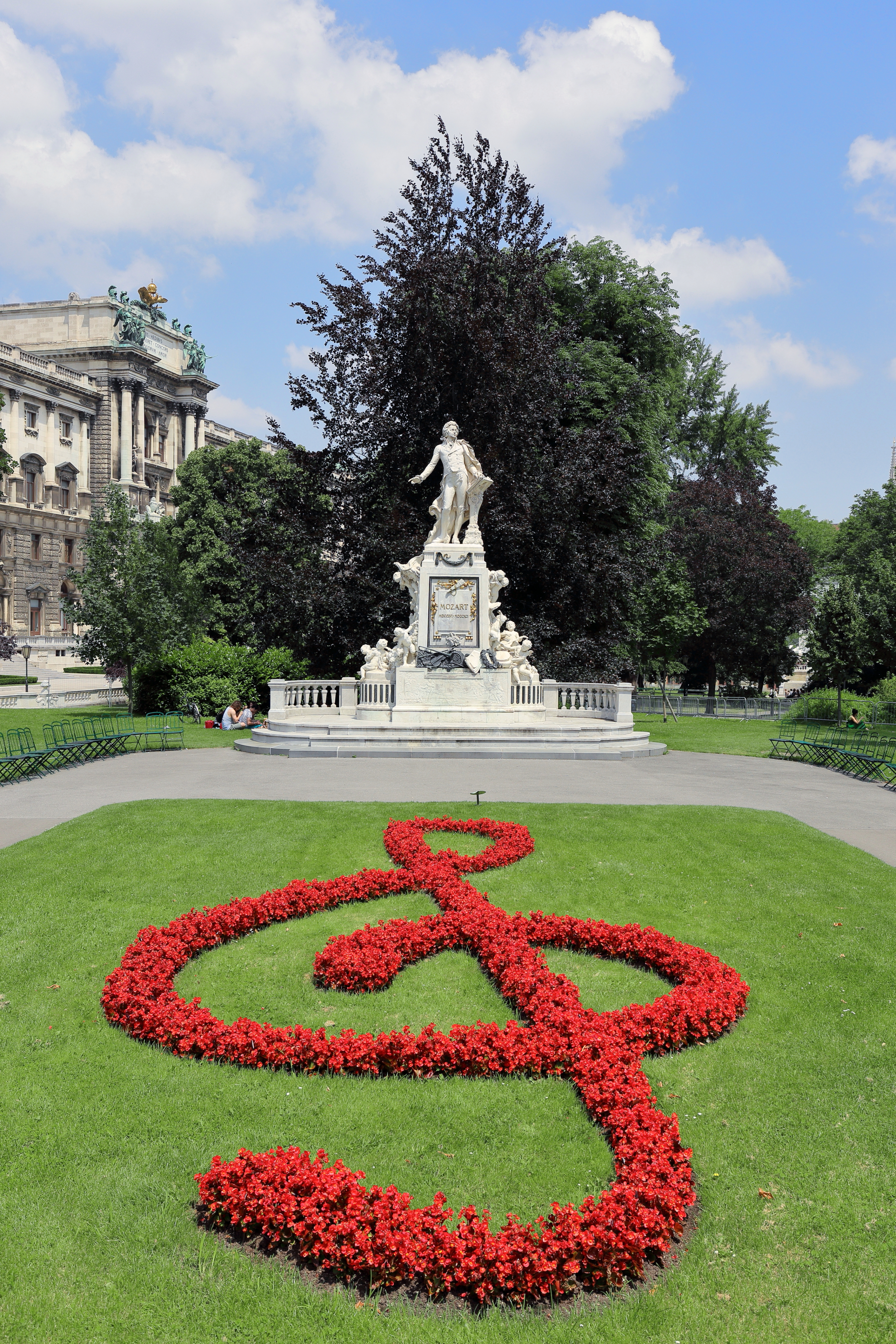
Вид на памятник
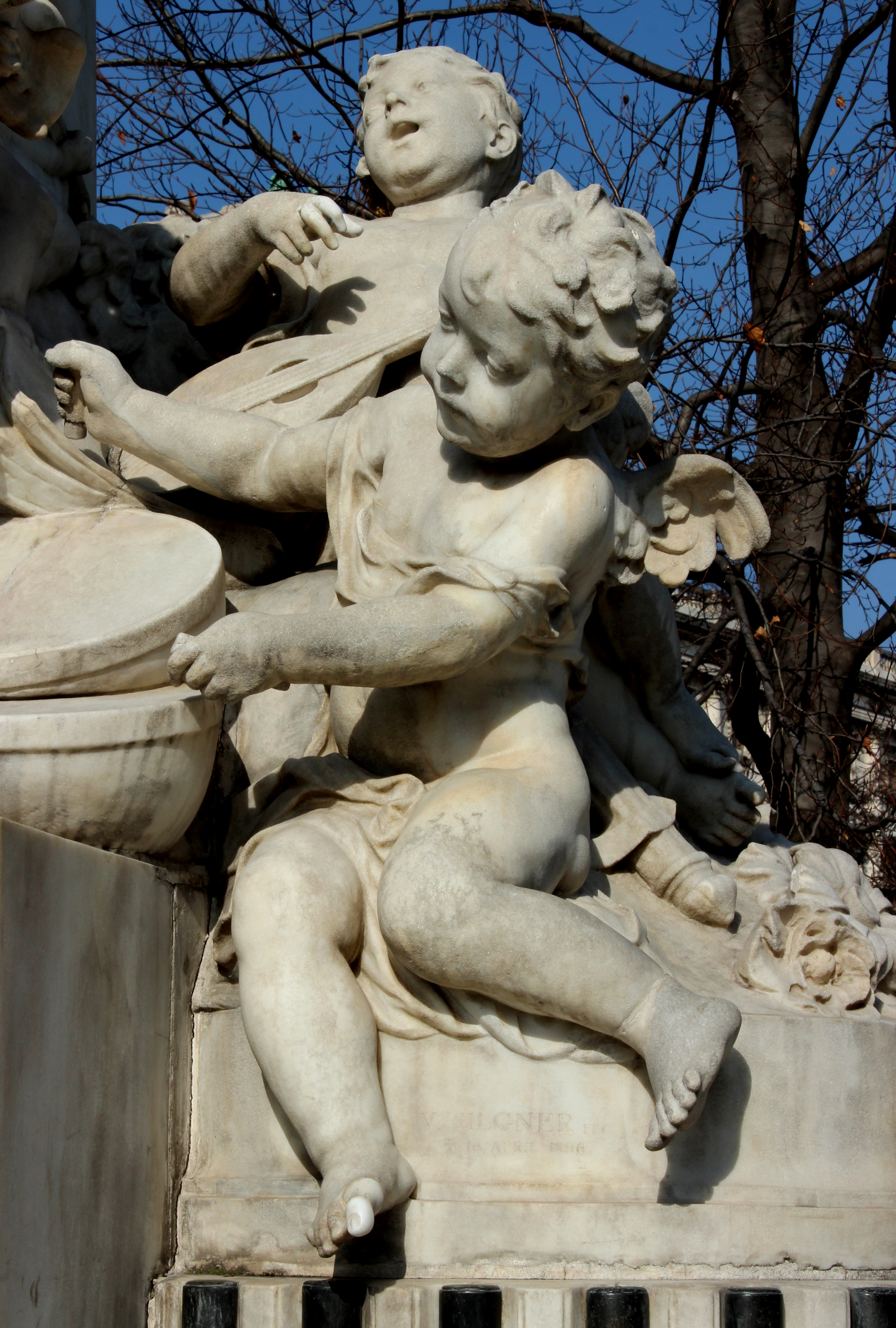
Путти
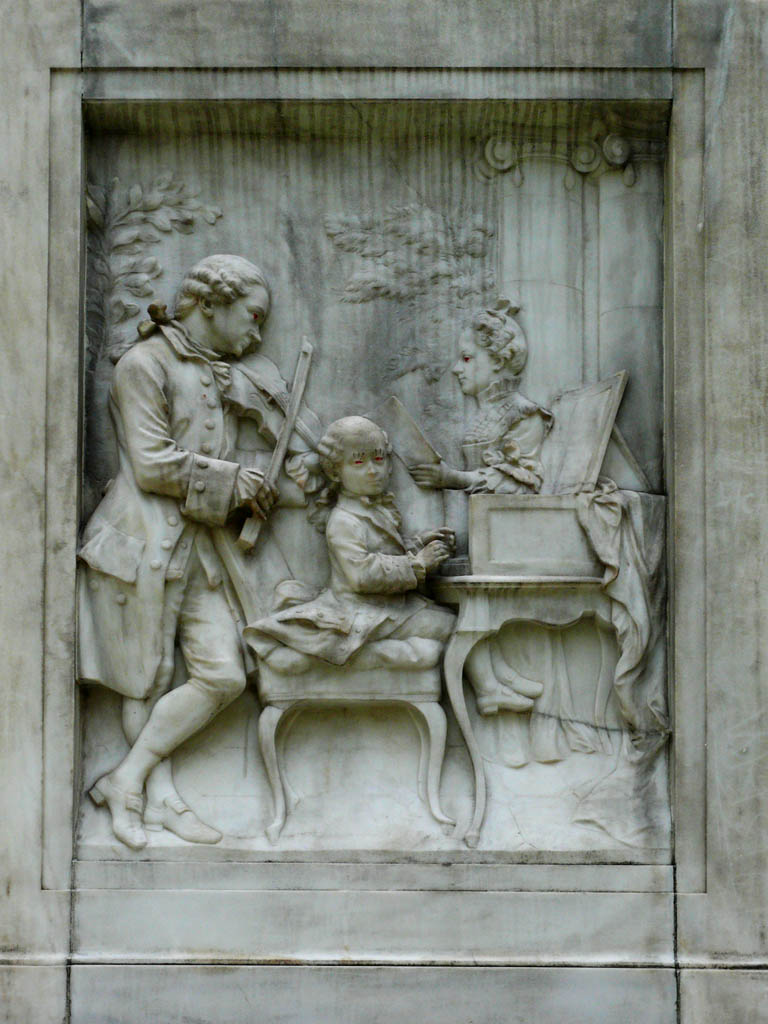
Рельеф
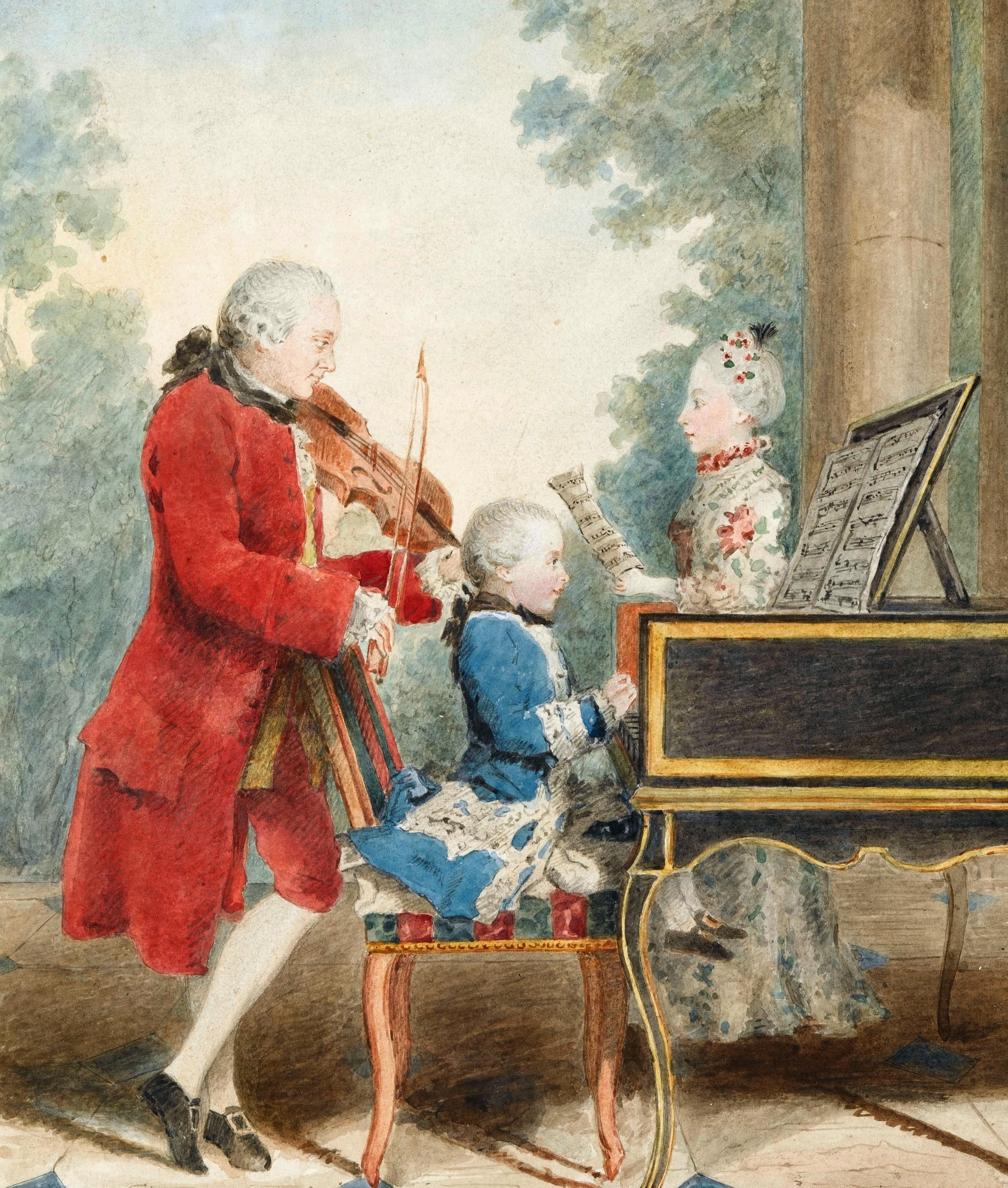
Картина Кармонтеля

## История
Средства на памятник Моцарту были собраны за 77 лет до его открытия, но выбрать место для монумента было большой проблемой. Было предложено разместить его в Ратушном парке, Городском парке или на Альбрехтплац. Для выбора проекта памятника были организованы два художественных конкурса. Проект Тильгнера занял второе место по мнению профессионального жюри, но он был выбран вместо проекта Эдмунда фон Хельмера.
Памятник был поврежден во время бомбардировки Вены 12 марта 1945 года и установлен на своём нынешнем месте, в Бурггартене, 5 июня 1953 года. Во время реставрации в конструкцию памятника были добавлены две колонны из силикатного кирпича.
В 1992 году Вена подарила Токио копию монумента.

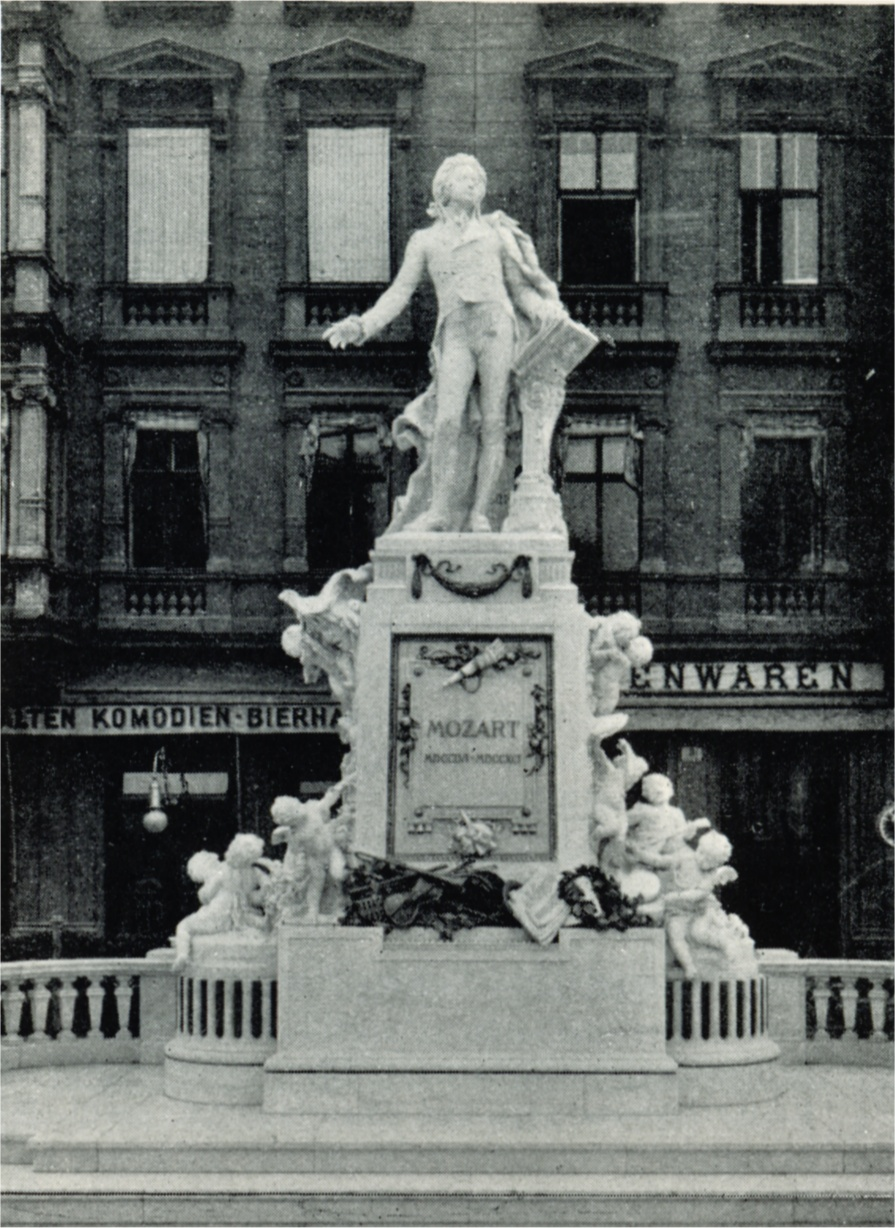
Памятник на прежнем месте (ок. 1900)
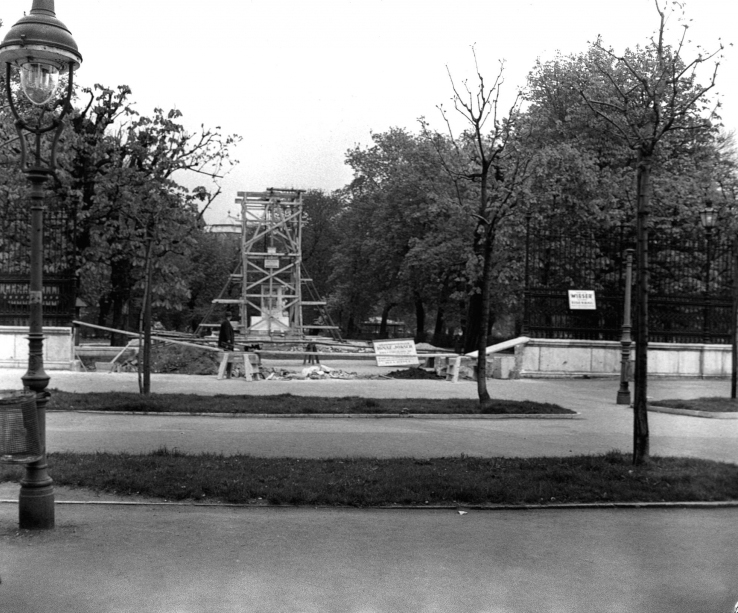
Бурггартен, постамент для памятника (17 апреля 1953)
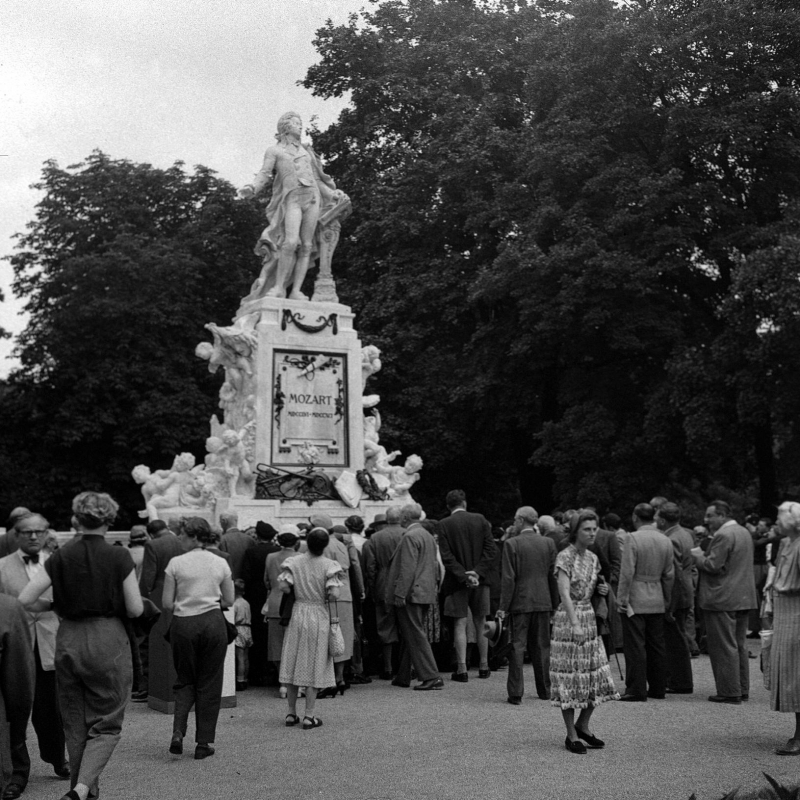
17 июня 1953